# Chellal
Chellal là một đô thị thuộc tỉnh Msila, Algérie. Dân số thời điểm năm 2002 là 4.268 người.